# F.C. Famalicão
Futebol Clube de Famalicão, thường được gọi là Famalicão, là một câu lạc bộ bóng đá chuyên nghiệp Bồ Đào Nha đến từ Vila Nova de Famalicão. Được thành lập vào ngày 21 tháng 8 năm 1931, đội bóng cao cấp của họ hiện đang chơi ở Primeira Liga, giải đấu hàng đầu của bóng đá Bồ Đào Nha.
Kể từ năm 1952, Famalicão đã chơi các trận đấu trên sân nhà của họ tại sân vận động Thành phố 22 de Junho, có sức chứa 5.307 chỗ ngồi. Thời kỳ thành công nhất trong lịch sử của Famalicenses diễn ra vào đầu những năm 1990, câu lạc bộ đã chơi bốn mùa giải ở Primeira Liga, từ năm 1990 đến năm 1994, tính đến nay đã có bảy lần ra sân ở Primeira Liga. Câu lạc bộ thuộc sở hữu của Tập đoàn Quantum Pacific, tập đoàn cũng có 30% cổ phần của Atlético de Madrid.

## Cầu thủ

### Đội hình hiện tại
Tính đến ngày 31/1/2024
Ghi chú: Quốc kỳ chỉ đội tuyển quốc gia được xác định rõ trong điều lệ tư cách FIFA. Các cầu thủ có thể giữ hơn một quốc tịch ngoài FIFA.
| Số | VT | Quốc gia    | Cầu thủ                                     |
| -- | -- | ----------- | ------------------------------------------- |
| 1  | TM | Nga         | Ivan Zlobin                                 |
| 4  | HV | Albania     | Enea Mihaj                                  |
| 6  | TV | Pháp        | Tom Lacoux (mượn từ Bordeaux)               |
| 7  | TĐ | Panama      | Puma Rodríguez                              |
| 8  | TV | Serbia      | Mirko Topić                                 |
| 9  | TĐ | Bồ Đào Nha  | Henrique Araújo (mượn từ Benfica)           |
| 10 | TV | Bồ Đào Nha  | Chiquinho (mượn từ Wolverhampton Wanderers) |
| 11 | TĐ | Tây Ban Nha | Óscar Aranda                                |
| 12 | TV | Brasil      | Gustavo Assunção                            |
| 15 | HV | Brasil      | Riccieli (đội trưởng)                       |
| 16 | HV | Hà Lan      | Justin de Haas                              |
| 18 | TV | Phần Lan    | Otso Liimatta                               |
| 19 | TV | Bồ Đào Nha  | Filipe Soares (mượn từ PAOK)                |
| 20 | TV | Bồ Đào Nha  | Gustavo Sá                                  |

| Số | VT | Quốc gia    | Cầu thủ                                |
| -- | -- | ----------- | -------------------------------------- |
| 21 | TĐ | Pháp        | Florian Danho (mượn từ Stade Lausanne) |
| 22 | HV | Brasil      | Nathan (mượn từ Santos)                |
| 23 | TĐ | România     | Alex Dobre                             |
| 28 | TV | Pháp        | Zaydou Youssouf                        |
| 29 | TĐ | Venezuela   | Jhonder Cádiz                          |
| 31 | TM | Brasil      | Luiz Júnior                            |
| 32 | HV | Tây Ban Nha | Martín Aguirregabiria                  |
| 36 | HV | Brasil      | Ian Custódio                           |
| 51 | TM | Brasil      | Zé Henrique                            |
| 70 | TV | Bồ Đào Nha  | Martim Almeida                         |
| 74 | HV | Bồ Đào Nha  | Francisco Moura                        |
| 77 | TĐ | Brasil      | Sorriso (mượn từ Red Bull Bragantino)  |
| 90 | TM | Bồ Đào Nha  | Hugo Cunha                             |
| 95 | TĐ | Bồ Đào Nha  | Théo Fonseca                           |